# Muzio I Sforza di Caravaggio
Muzio I Sforza di Caravaggio (febbraio 1531 – Strasburgo, 22 novembre 1552) è stato un nobile italiano, secondo marchese di Caravaggio.

## Biografia
Figlio di Giovanni Paolo I Sforza (figlio a sua volta di Ludovico il Moro, duca di Milano) e di Violante Bentivoglio, Muzio I Sforza di Caravaggio era imparentato con alcune tra le maggiori casate italiane del suo tempo. Un suo prozio era inoltre Pandolfo IV Malatesta, ultimo signore di Rimini.
Egli succedette alla morte del padre al marchesato di Caravaggio nel 1535, rimanendo però per alcuni anni sotto la reggenza della madre che dirigeva gli affari dal Castello di Galliate. Nel 1552, ormai ventunenne, Muzio I decise di arruolarsi nell'esercito dell'imperatore Carlo V, ma fu ferito durante l'assedio di Metz, morendo poco dopo e lasciando il governo all'unico suo figlio maschio, Francesco, sotto la tutela della madre Faustina.

## Matrimonio e figli
A Piacenza il 19 giugno 1546 Muzio I sposò sua cugina Faustina Sforza di Santa Fiora, figlia di Bosio II Sforza di Santa Fiora, e di Costanza Farnese (figlia naturale di Paolo III Farnese), dalla quale ebbe due figli:
- Ippolita, poi monaca
- Francesco, erede del padre.[3]

## Ascendenza
|                              |                         |                        | Genitori               |  |  | Nonni |  |  | Bisnonni         |  |  | Trisnonni         |  |
|                              |                         |                        |                        |  |  |       |  |  | Francesco Sforza |  |  | Giacomo Attendolo |  |
|                              |                         |                        |                        |  |  |       |  |  | Francesco Sforza |  |  | Giacomo Attendolo |  |
|                              |                         | Lucia Terziani         |                        |  |  |       |  |  | Francesco Sforza |  |  |                   |  |
| Ludovico Sforza              |                         |                        |                        |  |  |       |  |  | Francesco Sforza |  |  |                   |  |
|                              |                         | Bianca Maria Visconti  | Filippo Maria Visconti |  |  |       |  |  |                  |  |  |                   |  |
|                              |                         | Bianca Maria Visconti  | Filippo Maria Visconti |  |  |       |  |  |                  |  |  |                   |  |
|                              |                         | Bianca Maria Visconti  | Agnese del Maino       |  |  |       |  |  |                  |  |  |                   |  |
| Giovanni Paolo I Sforza      |                         | Bianca Maria Visconti  |                        |  |  |       |  |  |                  |  |  |                   |  |
|                              |                         | Bernabò Crivelli       | …                      |  |  |       |  |  |                  |  |  |                   |  |
|                              |                         | Bernabò Crivelli       | …                      |  |  |       |  |  |                  |  |  |                   |  |
|                              |                         | Bernabò Crivelli       | …                      |  |  |       |  |  |                  |  |  |                   |  |
| Lucrezia Crivelli            |                         | Bernabò Crivelli       |                        |  |  |       |  |  |                  |  |  |                   |  |
|                              |                         | …                      | …                      |  |  |       |  |  |                  |  |  |                   |  |
|                              |                         | …                      | …                      |  |  |       |  |  |                  |  |  |                   |  |
|                              |                         | …                      | …                      |  |  |       |  |  |                  |  |  |                   |  |
| Muzio I Sforza di Caravaggio |                         | …                      |                        |  |  |       |  |  |                  |  |  |                   |  |
|                              | Giovanni II Bentivoglio | Annibale I Bentivoglio |                        |  |  |       |  |  |                  |  |  |                   |  |
|                              | Giovanni II Bentivoglio | Annibale I Bentivoglio |                        |  |  |       |  |  |                  |  |  |                   |  |
|                              | Giovanni II Bentivoglio | Donnina Visconti       |                        |  |  |       |  |  |                  |  |  |                   |  |
| Alessandro Bentivoglio       | Giovanni II Bentivoglio |                        |                        |  |  |       |  |  |                  |  |  |                   |  |
|                              |                         | Ginevra Sforza         | Alessandro Sforza      |  |  |       |  |  |                  |  |  |                   |  |
|                              |                         | Ginevra Sforza         | Alessandro Sforza      |  |  |       |  |  |                  |  |  |                   |  |
|                              |                         | Ginevra Sforza         | …                      |  |  |       |  |  |                  |  |  |                   |  |
| Violante Bentivoglio         |                         | Ginevra Sforza         |                        |  |  |       |  |  |                  |  |  |                   |  |
|                              |                         | Galeazzo Maria Sforza  | Francesco Sforza       |  |  |       |  |  |                  |  |  |                   |  |
|                              |                         | Galeazzo Maria Sforza  | Francesco Sforza       |  |  |       |  |  |                  |  |  |                   |  |
|                              |                         | Galeazzo Maria Sforza  | Bianca Maria Visconti  |  |  |       |  |  |                  |  |  |                   |  |
| Ippolita Sforza              |                         | Galeazzo Maria Sforza  |                        |  |  |       |  |  |                  |  |  |                   |  |
|                              |                         | Lucrezia Landriani     | …                      |  |  |       |  |  |                  |  |  |                   |  |
|                              |                         | Lucrezia Landriani     | …                      |  |  |       |  |  |                  |  |  |                   |  |
|                              |                         | Lucrezia Landriani     | …                      |  |  |       |  |  |                  |  |  |                   |  |
|                              |                         | Lucrezia Landriani     |                        |  |  |       |  |  |                  |  |  |                   |  |